# 5 by Monk by 5
5 by Monk by 5 è un album in studio del pianista e compositore statunitense Thelonious Monk, pubblicato nel 1959.

## Tracce
Tutte le tracce sono state composte da Thelonious Monk, eccetto dove indicato.

Side 1
1. Jackie-Ing – 6:06
2. Straight, No Chaser – 9:21
3. Played Twice – 7:59

Side 2
1. I Mean You (Monk, Coleman Hawkins) – 9:47
2. Ask Me Now – 10:46

## Formazione
- Thelonious Monk – piano
- Thad Jones – cornetta
- Charlie Rouse – sassofono tenore
- Sam Jones – basso
- Art Taylor – batteria